# 북서쪽

북서쪽을 가리키는 나침반 바늘

북서쪽(北西쪽) 또는 서북쪽(西北쪽)은 북쪽과 서쪽의 사이에 있는 방위다. 북쪽을 0°로 하였을 때 시계 방향으로 315° 방향이다.
| 16방위표 | 16방위표 | 16방위표 | 16방위표 | 16방위표 |
| -------- | -------- | -------- | -------- | -------- |
| 북서     | 북북서   | 북       | 북북동   | 북동     |
| 서북서   | 중       | 중       | 중       | 동북동   |
| 서       | 중       | 중       | 중       | 동       |
| 서남서   | 중       | 중       | 중       | 동남동   |
| 남서     | 남남서   | 남       | 남남동   | 남동     |